# Pagode (Einheit)
Die Pagode war neben einem indischen Handelsgewicht, aber auch ein Gewicht für Gold, Silber und Diamanten. Weit verbreitet in Asien war die Pagode als Gold- und Rechnungsmünze.
- Handelsgewicht auf Sumatra
  - 1 Pagode = 8 Mas = 32 Copangs = 4 4/5 Gramm
- Gold- und Silbergewicht an der Koromandelküste und in Malabar (Pondichery)
  - 1 Pagode = 3 4/17 Gramm
  - 1 Star-Pagode = 10 Touches = 3,4058 Gramm (im Handel mit London)[1]
- Diamantengewicht in Ostindien
  - 1 Pagode = 16 7/11 Karat